# Sport.de
sport.de ist eine deutschsprachige Website zum Thema Sport mit Sitz in Münster und Köln. Im Fokus sind die Berichterstattung zu Sport-Events rund um den Globus mittels Liveticker, insbesondere zu Mannschaftssportarten wie Fußball, sowie aktuelle Sport-Nachrichten. Auch weiterführende Hintergrundberichte, Videos und Bilder werden themenspezifisch zu den einzelnen Sportarten zur Verfügung gestellt.

## Geschichte
Ende 2002 erwarb die RTL Interactive GmbH (damals noch RTL Newmedia GmbH) die Webadresse www.sport.de und startete am 3. März 2003 das neue Sport-Portal. Unter redaktioneller Hoheit der eigenen digitalen Sportredaktion entwickelte sich das Angebot zu einer Anlaufstelle für aktuelle Sport-Berichterstattungen. Seit 2015 wird sport.de von RTL interactive in Köln in Zusammenarbeit mit HEIM:SPIEL Medien GmbH & Co. KG in Münster betrieben.

## Berichterstattung
Die journalistische Berichterstattung bezieht sich in erster Linie auf Fußball, Motorsport (insbesondere Formel 1), Tennis, Handball, Eishockey, Basketball und Wintersport sowie Specials zu allen bedeutenden Events wie Welt- und Europameisterschaften oder Olympischen Spielen. sport.de bietet ein großes Liveticker-Angebot sowie eine Sportdatenbank mit umfangreichen Daten und Statistiken zu über 50 verschiedenen Sportarten. Darüber hinaus gibt es Livescreens ausgewählter Events, Ergebnisse, Tabellen und Spielpläne. Zu vielen bekannten Sportlern und Mannschaften lassen sich auf sport.de Profile finden, welche Informationen in Form eines Steckbriefes enthalten sowie zugehörige, aktuelle Bilder und Videos.

### Fußball
- alle Spiele der Bundesliga, 2. Bundesliga, 3. Liga sowie die Relegationsspiele der jeweiligen Ligen, DFB-Pokal
- alle Spiele der Welt- und Europameisterschaften sowie des Confed Cups, alle Spieler der deutschen, österreichischen und Schweizer Nationalmannschaft, ausgewählte Top-Länderspiele
- alle Spiele der Welt- und Europameisterschaften der Damen sowie alle Spiele der deutschen Frauen-Nationalmannschaft
- ausgewählte Top-Spiele sowie Spiele mit deutscher, österreichischer oder Schweizer Beteiligung der Champions League und CL-Quali, Europa League und EL-Quali
- Top-Spiele aus Premier League, Primera División, Serie A, Ligue 1 sowie deren Pokal-Wettbewerbe. Ausgewählte Spiele aus dem sonstigen internationalen Fußball (MLS, Europa, Südamerika, Asien).
- alle Spiele der deutschen Junioren-Nationalmannschaften sowie ausgewählte Spiele der deutschen A- und B-Junioren-Ligen

### Formel 1
- sämtliche Einzelrennen, Qualifyings und freie Trainings der Saison
- Grand Prix der jeweiligen Länder

### Wintersport
- alle Spiele aus den Disziplinen Ski Alpin, Biathlon, Skispringen, Nordische Kombination, Langlauf (alle Weltcuprennen und Weltmeisterschaften), Olympische Winterspiele (Paarlauf im Eiskunstlauf), Snowboard, Rodeln, Bob, Skeleton, Eisschnelllauf, Ski Freestyle

### Basketball
- alle Spiele der BBL, WMs und EMs, Olympia, Euroleague, NBA, EuroCup
- alle Spiele der Welt- und Europameisterschaften
- sämtliche Wettbewerbe zu weiteren Ländern

### Handball
- alle Spiele der HBL, WMs und EMs, Olympia, EHF Champions League, EHF-Cup
- alle Spiele der Welt- und Europameisterschaften sowie internationale Klubwettbewerbe
- sämtliche Wettbewerbe zu weiteren Ländern

### Eishockey
- alle Spiele der DEL, WMs, Olympische Spiele, NHL, Champions League
- sämtliche Wettbewerbe zu weiteren Ländern

### Tennis
- ausgewählte Topspiele der WTA- und ATP-Tour sowie ausgewählte Matches mit deutscher Beteiligung, Davis-Cup- und Fed-Cup-Spiele mit deutscher Beteiligung

### Weitere Sportarten
- Boxen
- Darts (Premier League, Darts-WM)
- DTM
- Radsport (Tour de France)
- Olympische Sommer- und Winterspiele
- European Championships
- Leichtathletik-WM und EM
- Volleyball
- Golf
- American Football
- Tischtennis
- Reitsport
- Turnen
- Schwimmsport
- Rugby
- Wasserball
- Hockey

## Sportler des Monats
Zwischen Juli 2017 und Dezember 2019 kürte sport.de den Sportler des Monats. Ausgezeichnet wurden Athleten, die im betreffenden Zeitraum außergewöhnliche Leistungen erbracht hatten.

### Preisträger in der Übersicht
| Jahr | Monat     | Sportler           | Link        |
| ---- | --------- | ------------------ | ----------- |
| 2017 | Juli      | Marcel Kittel      | zum Artikel |
| 2017 | August    | Johannes Vetter    | zum Artikel |
| 2017 | September | Timo Werner        | zum Artikel |
| 2017 | Oktober   | Pauline Schäfer    | zum Artikel |
| 2017 | November  | Dimitrij Ovtcharov | zum Artikel |
| 2017 | Dezember  | Richard Freitag    | zum Artikel |
| 2018 | Januar    | Angelique Kerber   | zum Artikel |
| 2018 | Februar   | Eric Frenzel       | zum Artikel |
| 2018 | März      | Aljona Savchenko   | zum Artikel |
| 2018 | April     | Max Hopp           | zum Artikel |
| 2018 | Mai       | Ante Rebić         | zum Artikel |
| 2018 | Juni      | Tatjana Maria      | zum Artikel |
| 2018 | Juli      | Angelique Kerber   | zum Artikel |
| 2018 | August    | Arthur Abele       | zum Artikel |
| 2018 | Oktober   | Patrick Lange      | zum Artikel |
| 2018 | November  | Alexander Zverev   | zum Artikel |
| 2018 | Dezember  | Simon Terodde      | zum Artikel |

## Belege
1. ↑  HEIM:SPIEL Medien GmbH & Co. KG: Impressum für sport.de. Abgerufen am 25. Mai 2018.
2. ↑  sponsors.de: RTL bläst mit sport.de zum Angriff auf Sport1.de. 3. März 2003, abgerufen am 25. Mai 2018.
3. ↑  sport.de: sport.de - Wer wir sind... Abgerufen am 25. Mai 2018.
4. ↑  sport.de: Heute Live. Abgerufen am 25. Mai 2018.